# Carburo di calcio
Il carburo di calcio è una sostanza solida, cristallina, incolore o chiara per presenza di impurità, con odore caratteristico, suscettibile di reagire rapidamente con l'acqua dando luogo alla produzione di acetilene. 
La sua formula chimica è CaC2
Quando ingerito in quantità non nocive modifica la colorazione delle urine, tingendole di un colore verde.
La reazione del carburo di calcio con l'acqua fu scoperta da Friedrich Wöhler nel 1862.

1 grammo di CaC2 sviluppa 349 ml di acetilene:
{\displaystyle {\ce {CaC2 + 2H2O -> C2H2 + Ca(OH)2}}}

## Produzione industriale
Viene prodotto a partire dall'ossido di calcio e dal carbone, che vengono messi in un forno la cui temperatura interna è intorno ai 2200 °C.
L'ossido di calcio ed il carbone reagiscono secondo la reazione:
{\displaystyle {\ce {CaO + 3C -> CaC2 + CO}}}
Il carburo che si ottiene è liquido, in quanto la sua temperatura di fusione è intorno ai 2160 °C.

## Utilizzi
Usato per produrre acetilene in loco, trova uso primario nella lampada a carburo. La lampada a carburo ebbe una grande diffusione data la sua facilità di utilizzo e i costi contenuti, particolarmente apprezzata da minatori e speleologi per la sua luce intensa.

## Altri usi
Tutt'oggi in certe zone d'Italia si è soliti festeggiare, al di fuori dei centri urbani ed in particolar modo a Valdagno nell'alta Valle dell'Agno (Vicenza), la fine del mese di febbraio e l’arrivo della primavera (fora febraro), o il capodanno, con "botti" ottenuti con la combustione dell'acetilene (gas infiammabile) sviluppatosi dal contatto di un pezzo di carburo di calcio con l'acqua e raccolto all'interno di serbatoi ottenuti da vecchie bombole di propano alle quali è stato tagliato il fondo e riempite di paglia allo scopo di trattenerlo, per poi incendiarlo dal foro della valvola della bombola che è stata dopo qualche minuto di "carica" posta sul fianco.

### Pesca di frodo
Il carburo di calcio viene anche usato per la pesca di frodo. Viene posto all'interno di un barattolo chiuso, sul cui coperchio viene praticato un foro. Il barattolo viene poi gettato in acqua: quando quest'ultima penetra nel barattolo provoca una esplosione che uccide i pesci nei dintorni. Si tratta di una pratica proibita, punita severamente, e facilmente individuabile a causa della detonazione prodotta.